# 四惠车辆段

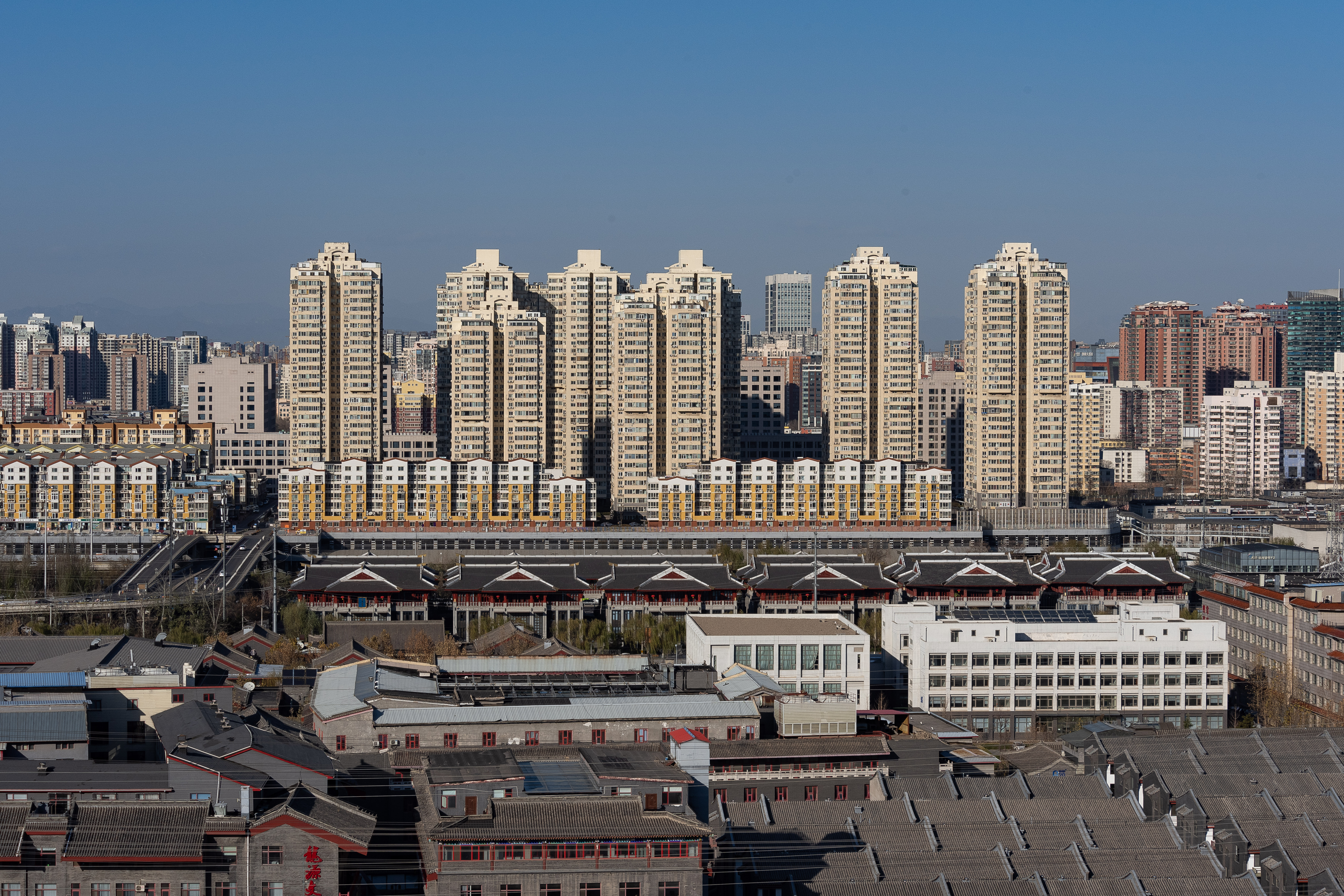
四惠车辆段上盖的通惠家园惠民园，东侧为通往地铁四惠东站的通道

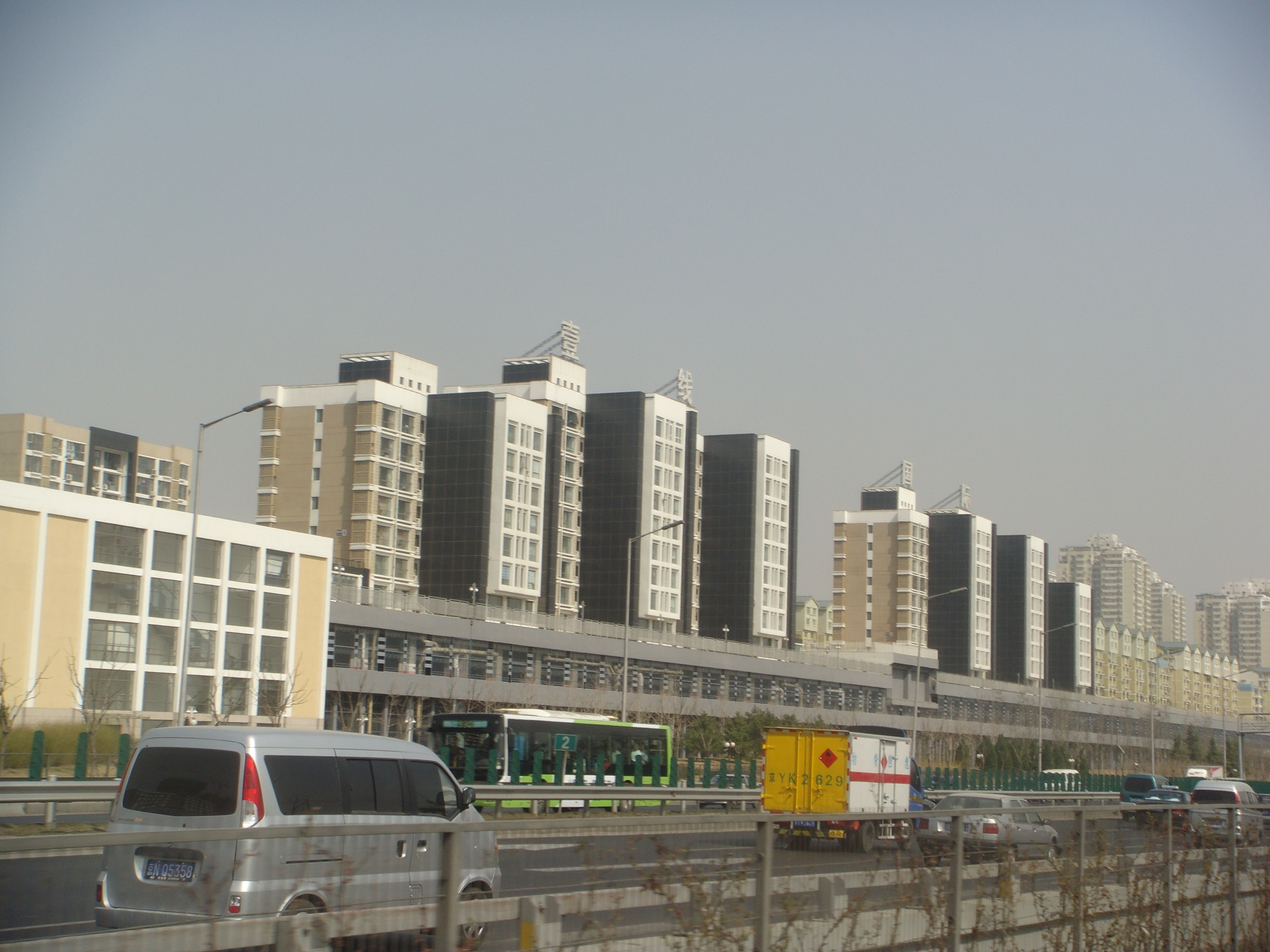
壹线国际

四惠车辆段，设计阶段称八王坟车辆段，是北京地铁1号线的一座车辆段，位于北京朝阳区，为一个通过式车辆段，东西两端分别与四惠站和四惠东站相接。四惠车辆段与复八线一起于1999年建成，占地约43公顷。利用车辆段上方空间，建有保障性住房小区通惠家园及商品房小区壹线国际，为中国大陆首个进行上盖开发的车辆段。四惠车辆段主要用于1号线列车的修理维护，以及车辆的停放。